# 한음 이덕형 선생 묘 및 신도비
한음 이덕형 선생 묘 및 신도비(漢陰 李德馨 先生 墓 및 神道碑)는 대한민국 경기도 양평군 양서면 목왕리에 있다. 조선시대 문신인 한음(漢陰) 이덕형(1561∼1613) 선생의 묘 및 신도비이다. 1985년 9월 20일 경기도의 기념물 제89호로 지정되었다.

## 개요
조선 중기의 문신인 한음(漢陰) 이덕형(1561∼1613) 선생의 묘 및 신도비이다.
선조 13년(1580)에 과거에 급제하여 여러 벼슬을 거쳤으며, 선조 25년(1592)에 예조참판이 되어 대제학을 겸하였다. 1592년 임진왜란이 일어나 왜적이 대동강에 이르러 화의를 요청하자, 선생은 단독으로 적진에 들어가 대의로써 그들을 공박하였다. 그 뒤 정주까지 왕을 호위하였고, 명나라에 파견되어 지원군 요청에 성공하였다.
1597년 정유재란이 일어난 해에 우의정·좌의정이 되어 전후의 사태를 수습하였으며, 1602년 영의정에 올랐다. 광해군 5년(1613)에 영창대군의 처형과 폐모론을 반대하다가 사직하고, 그 뒤 양근(楊根)에 내려가 국사를 걱정하다 병으로 죽었다.
부인 한산 이씨와의 합장묘이며, 화강암 석재를 이용하여 봉분 아랫부분에 둘레석을 둘렀다. 묘 앞에는 묘비·상석·향로석이 있고, 묘비를 중심으로 좌우에는 멀리서도 무덤이 있음을 알려주는 망주석이 있다. 그리고 상석을 중심으로 좌우에는 동자상과 문인석이 1쌍씩 있다. 묘역 아래 300m 지점에 신도비(神道碑:왕이나 고관 등의 평생 업적을 기리기 위해 무덤 근처 길가에 세우던 비)가 있는데, 효종 4년(1653)에 세운 것으로 비문은 조경(趙絅)이 지은 것이다.

## 같이 보기
- 이덕형

## 참고 자료
- 한음 이덕형 선생 묘 및 신도비 - 국가유산청 국가유산포털